# Тернослива
Терносли́ва (Prúnus insititia L.), тернослив — плодовий кущ або дерево із роду слива Prunus родини розові. За нинішніх часів вважається підвидом сливи домашньої — Prunus domestica subsp. insititia.

## Опис
Тернослива — великий листопадний кущ або невелике дерево, висота якого не перевищує 6 м, досить часто колюче. Молоді гілки коричневого кольору, протягом першого року помітно опушені, потім стають чорно-коричневими.
Листки мають зворотнеяйцеподібні або еліпсоїдні обриси, 3—8 см завдовжки і 2—4 см завширшки, звужуються до основи, із загостреним або притупленим кінчиком, оксамитні, потім оголюються, темно-зелені, із помітними прожилками. Край пластинки дрібнозубчастий. Черешки опушені Прилистки лінійні, загострені.
Квіти поодинокі або зібрані по 2—3 в суцвіття. Чашолисток довгастий. Пелюстки широкозворотнеяйцеподібні, білого кольору, з бузковими прожилками. Тичинок 20—25. Зав'язь оголена. Цвіте в квітні -травні, бджоли збирають нектар.
Плід — яйцеподібна, загострена до одного кінця кістянка до 4 см в діаметрі, зеленого кольору, при дозріванні стає фіолетово-чорною. Ендокарпій майже гладкий. М'якоть жовто-зелена, соковита.

## Ареал
Батьківщина терносливи — Південно-Західна Азія і Південна Європа. Увійшла до культури вирощування від Далекого Сходу Росії до Центральної Європи та західної Франції. Вирощується як плодове дерево в Європі, Західній Азії, Індії, Північній Африці і Північній Америці.

## Таксономія

### Гібриди
При схрещуванні терносливи (Prunus domestica subsp. insititia) із дикою сливою (Prunus domestica subsp. domestica) отримують ренклод (Prunus domestica subsp. italica (Borkh.) Gams ex Hegi, 1923).